# Skrzydła diabła, rogi anioła
Skrzydła diabła, rogi anioła – mówi Mario Vargas Llosa – książka polskiego dziennikarza, pisarza i podróżnika Romana Warszewskiego, będąca zapisem wywiadu ze współczesnym peruwiańskim pisarzem Mario Vargasem Llosą. Wydana została w 2007 roku przez katowickie Wydawnictwo KOS.
Wstęp książki jest opisem poszukiwania przez jej autora w Limie lokalu o nazwie 'Katedra', będącego miejscem akcji powieści Vargasa Llosy pod tytułem Rozmowa w „Katedrze”. Następnie książka zawiera zapis rozmowy z pisarzem, podzielony na 12 rozdziałów. Jej tematami są między innymi: okoliczności powstania najbardziej znanych powieści Vargasa Llosy, doświadczenia z pobytu w szkole wojskowej (opisane w powieści Miasto i psy), historia pierwszego małżeństwa, udział w polityce, sposób pracy twórczej i globalizacja. Książkę kończy ankieta i wykaz literatury.